# Ana Isabel Herrero
Ana Isabel Herrero (1965) è una modella spagnola, eletta Miss Spagna nel 1982.

## Biografia
Ana Isabel Herrero viene eletta Miss Spagna a diciassette anni in rappresentante di Aragona. In seguito la Herrero sarà finalista a Miss Universo 1983, svoltosi negli Stati Uniti e parteciperà a Miss Mondo 1982. In seguito ha lavorato come modella, principalmente a New York. Ha sposato il giocatore di basket, Juan Antonio San Epifanio, meglio conosciuto con il nome di Epi.